# Уджеру Нунукал
Уджеру Нунукал (рођена као Кетлин Џин Мери Руска, касније Кет Вокер; 3. новембар 1920 — 16. септембар 1993) била је абориџинска аустралијска политичка активисткиња, уметница и педагог. Водила је кампању за права Абориџина. Нункал је била најпознатија по својој поезији и била је прва аустралијска Абориџинка која је објавила књигу стихова.

## Биографија
Придружила се Аустралијској женској војсци 1942. године, након што су њена два брата заробили Јапанци при паду Сингапура. Службовала је као сигнализатор у Бризбејну, где је упознала многе црне америчке војнике, као и европске Аустралијанце. Ови контакти су помогли да се поставе темељи за њено касније заговарање права Абориџина. Током 1940-их, придружила се Комунистичкој партији Аустралије јер је то била једина партија која се противила политици Беле Аустралије.
Током 1960-их Вокер се појавио као истакнути политички активиста и писац. Била је државни секретар у Квинсленду Савезног савета за унапређење Абориџина и становника острва Торес Страит (FCAATSI), и била је укључена у низ других политичких организација. Имала је кључну улогу у кампањи за реформу аустралијског устава како би се Абориџинима омогућило пуно држављанство, лобирајући код премијера Роберта Мензиса 1965. и његовог наследника Харолда Холта 1966. У једној депутацији 1963, она је Роберту Мензису одржала лекцију о стварности живота Абориџина. Након што је премијер понудио гостима алкохолно пиће, запрепастио се када је од ње сазнао да би у Квинсленду могао да буде у затвору због тога.

Написала је много књига, почевши од We Are Going (1964), прве књиге коју је објавила жена Абориџина. Насловна песма закључује:
The scrubs are gone, the hunting and the laughter.

The eagle is gone, the emu and the kangaroo are gone from this place.

The bora ring is gone.

The corroboree is gone.

And we are going.
Њена прва књига поезије била је изузетно успешна и распродата је у неколико издања. Тиме је Нунукал постала најпродаванији песник у Аустралијиaм, уз Си. Ј. Дениса. Рецепција критичара била је подељена. Неки критичари су доводили у питању да ли је ауторка самостално написала књигу, као етничка Абориџинка. Други су били узнемирени активистичким контекстом песама и сматрали су да су оне „пропаганда“ пре него што су сматрали правом поезијом. Сама песникиња је пригрлила идеју да је њена поезија пропаганда. Свој стил је описала као слоганистички, грађанско-писмачки, прост и једноставан. Својим радом је желела да што широј публици пренесе лични осећај поноса на своје абориџинство као и да популарише једнакост и права за Абориџине кроз књижевна дела.
Вокер је била инаугурациона председница комитета Фондације за публикације Абориџина, која је издавала часопис Идентитет 1970-их.
Године 1972. купила је имање на острву Норт Стрејдброук Ајланд које је назвала Моонгалба („место за седење“) и основала Ниникал-Нуј образовни и културни центар. Током 1977. године објављен је документарац о њој под називом Схадов Систер . Режирао га је и продуцирао Френк Хајманс, а директор фотографије био је Џеф Бартон. Филм описује њен повратак у Мунгалбу и живот тамо. У интервјуу из 1987. описала је свој образовни програм на Мунгалби, и споменула је податак да је у последњих седамнаест година на острву имала 26.500 деце. Беле деце као и црне. А да је било зелених, волела бих их такође ... Ја сам слеп за боје, видите. Учим их о култури Абориџина. Учим их о равнотежи природе." Нунукал је била посвећена образовању на свим нивоима, и сарађивала је са универзитетима у креирању програма за образовање наставника који би довели до боље наставе у аустралијским школама.
Дана 13. јуна 1970. Нунукал (као Кетлин Џин Мери Вокер) добила је ордена Британске империје (MBE) за своје заслуге у заједници.
Године 1974. Нунукал је била на лету Бритиш ервејза који су отели терористи који су водили кампању за ослобођење Палестине. Отмичари су упуцали члана посаде и путника и натерали авион да одлети на неколико различитих афричких дестинација. Током три дана у заточеништву, користила је тупу оловку и авионску торбу за боловање из џепа седишта да је написала две песме, „Опште место“ и „Јусуф (отмичар)“.
На изборима 1983. се кандидовала на у држави Квинсленд за политичку партију Аустралијских демократа у изборном округу Редландс. Њена кампања се фокусирала на политике које промовишу животну средину и права Абориџина. Добила је 6,4% гласова бирачког тела на примарним изборима и није изабрана.
Године 1986. играла је Еву у филму Бруса Бересфорда, The Fringe Dwellers.
У децембру 1987. најавила је да ће вратити свој MBE у знак протеста због намере аустралијске владе да прослави двестогодишњицу Аустралије, коју је описала као 200 година чистог непатвореног понижења Абориџина. Такође је најавила да ће променити своје име у Уджеру Нунукал, при чему Уджеру значи „дрво од папирне коре“, а  Нунукал је име њеног народа.

## Лични живот
Похађала је државну школу Дунвич, а затим је постала слушкиња у домаћинству.
Дана 8. маја 1943. удала се за пријатеља из детињства и радника на обали Бризбејна Бруса Вокера у Методистичкој цркви, Вест Енд, Бризбејн. Пар је имао сина Дениса, али су се касније раставили.
Радила је за Рафаела и Филис Циленто и добила је другог сина, Вивијан Чарлс Вокер, са сином Цилентових Рафаелом млађим, рођеним у Бризбејну 1953. године. Године 1970. Вивијан је добила прву стипендију Абориџина за похађање Националног института за драмску уметност и радила у сценској и визуелној уметности . Живео је и радио у иностранству дуги низ година пре него што се вратио у Аустралију. Године 1988. усвојио је аутохтоно име и исте године је са својом мајком коаутор The Rainbow Serpent, за Екпо 88. У марту 1990. режирао је светску премијеру Муњонга, Ричарда Волија, у Викторијанском уметничком центру. Преминуо је 20. фебруара 1991.
Преминула је од рака 16. септембра 1993. у болници у Бризбејну, у доби од 72 године. Сахрањена је у Мунгалби на острву Норт Стрејдброук.

## Наслеђе
Сам Вотсон је написао драму под насловом Oodgeroo: Bloodline to Country, засновану на стварном искуству Нунукал као Абориџинке на лету који су отели палестински терористи када се враћа кући са састанка комитета у Нигерији за црне и црне у свету. Афрички фестивал уметности и културе.
Нукалову поезију су за музику адаптирали бројни композитори, укључујући Кристофера Гордона, Клер Меклин, Стивена Лика, Ендруа Форда, Пола Стенхопа, Мери Маго и Џозефа Твиста.

## Признање
Освојила је неколико књижевних награда, укључујући медаљу Мери Гилмор (1970), награду Џеси Личфилд (1975)  и награду ФАВ Патриша Вајкарт за абориџинаксе писце (1985).
Добила је почасни докторат из књижевности Универзитета Маквери за допринос аустралијској књижевности 1988. Такође је проглашена за почасног доктора Универзитета Грифит 1989. године, а 1991. године добила је још једну почасну докторску диплому, Универзитета Монаш. Године 1992. добила је почасни докторат Технолошког факултета Универзитета у Квинсленду за допринос књижевности и као признање за њен рад у области образовања.
Године 1979. награђена је шестим годишњим Оскаром на церемонији доделе Мишо награда, коју је организовала Кућа славних америчких црних филмских стваралаца, а исте године је добила и Међународну глумачку награду за филм Сестре из сенке.
Додељен јој је је Ордена Британске империје 1970. године, али је 1987. вратила награду у знак протеста на прославама аустралијске двестогодишњице како би дала политичку изјаву о стању свог народа.
Године 1985. проглашена је Абориџином године од стране Националног комитета за обележавање дана Абориџина (NADOC, сада NAIDOC). Ову почаст су јој доделили староседеоци.
Године 1991., спомен плоча са њеним именом била је једна од првих постављених на шеталишту писаца у Сиднеју.
Године 1992. Технолошки универзитет у Квинсленду (КУТ) доделио јој је почасни докторат Педагошког факултета као признање за њен допринос књижевности и образовању. Универзитет такође има Уджеру програм стипендија који обезбеђује додипломске и постдипломске стипендије за студенте Абориџина и Торес Стрејт острва.
Године 2009. као део прославе Q150, проглашена је за једну од икона Q150 Квинсленда, као „утицајна уметница“.
Године 2016. Фестивал поезије у Квинсленду увео је програм староседелачког становништва који је укључивао инаугуралну награду за домородачку поезију Уджеру Нунукал.
По њој је названа изборна јединица Удгеру створена у изборној прерасподели државе Квинсленд 2017.

## Дела
Поезија
- Municipal Gum (1960)
- "A Song of Hope" (1960)
- We are Going: Poems (1964)
- The Dawn is at Hand: Poems (1966)
- Ballad of the Totebrush (1966)
- The Past (1970)
- White Australia (1970)
- All One Race (1970)
- Freedom (1970)
- Then and Now (1970)
- Last of His Tribe (1970)
- My People: A Kath Walker collection (1970)
- No More Boomerang (1985)
- Then and now (1985)
- Kath Walker in China (1988)
- The Unhappy Race (1992
- The Colour Bar (1990)
- Let Us Not Be Bitter (1990)
- Oodgeroo (1994)

За децу
- Stradbroke Dreamtime (1972)
- Father Sky and Mother Earth (1981)
- Little Fella (1986)
- The Rainbow Serpent (1988)

Друге публикације
- Towards a Global Village in the Southern Hemisphere (1989)
- The Spirit of Australia (1989)
- Australian Legends And Landscapes (1990)
- Australia's Unwritten History: More legends of our land (1992)
- Oodgeroo of the tribe Nunukul in The Republicanism Debate (1993)